# Megaloblatta longipennis
Megaloblatta longipennis (лат.) — вид насекомых из семейства Ectobiidae отряда тараканообразных. Это один из крупнейших тараканов в мире по длине тела и размаху крыльев. Встречается в Колумбии, Эквадоре и Перу. Иногда сообщается, что его ареал простирается до Панамы, но это основано на ошибочной идентификации близкородственного и похожего Megaloblatta blaberoides (единственного центральноамериканского вида рода Megaloblatta).

## Описание
M. longipennis известны своим исключительно крупным размером. Самый большой экземпляр имел длину 9,7 см, ширину 4,5 см и размах крыльев 20 см. Родственный Megaloblatta blaberoides, который очень похож на него, но отличается некоторыми морфологическими особенностями, может достигать примерно такой же длины и почти такого же, 18,5 см, размаха крыльев.